# Missile nucléaire
Pour les articles homonymes, voir missile (homonymie).

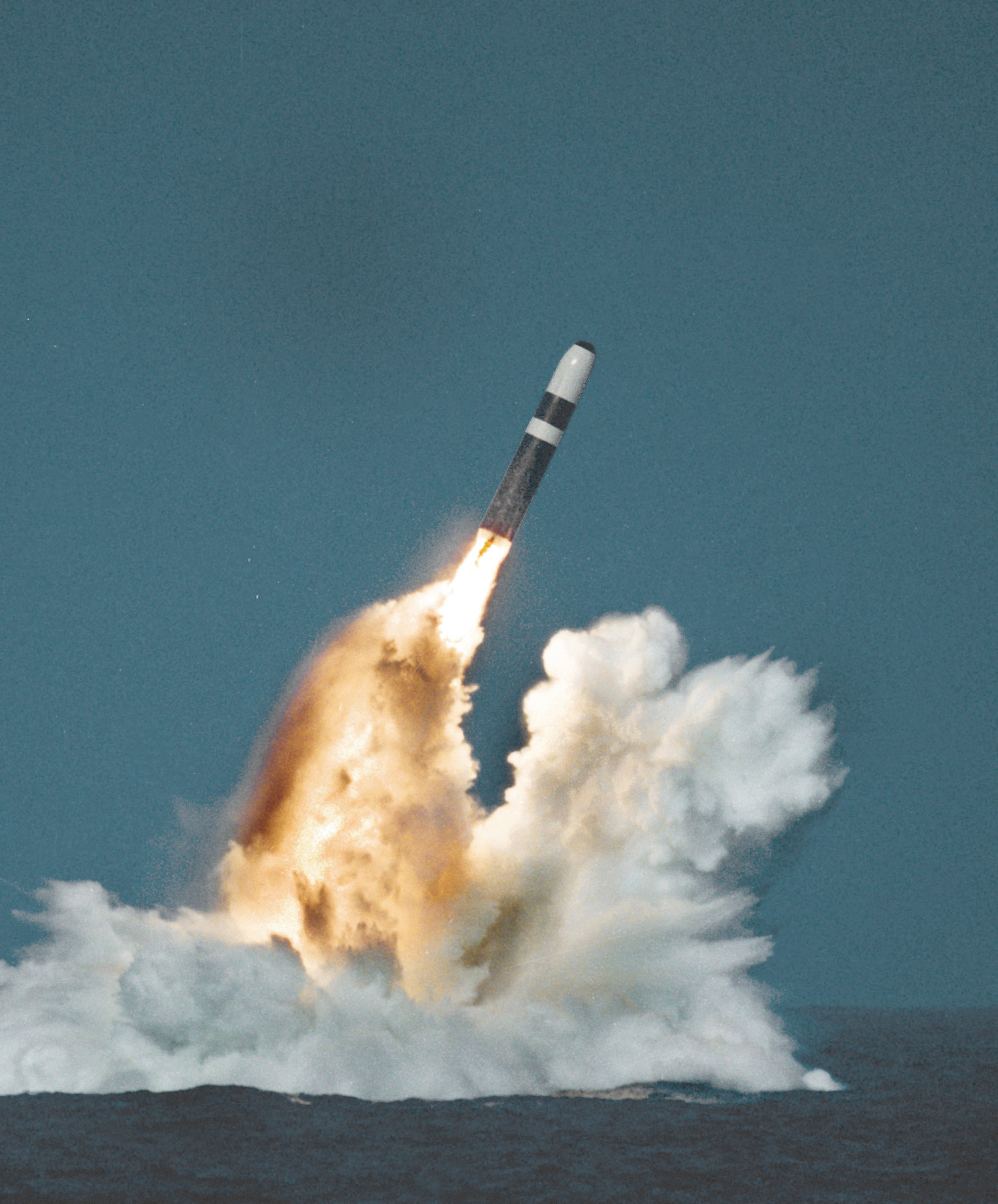
Un missile nucléaire britannique Trident II SSBN lancé depuis un sous-marin de classe Vanguard de la Royal Navy.

Séquence de lancement d'un Minuteman III MIRVé. En 6 et 7, la phase de séparation des différentes têtes avant le retour dans l'atmosphère.

Un missile nucléaire, terme générique, est un missile dont la charge militaire tire sa force destructrice à partir de réactions nucléaires, que ce soit par fission ou par fusion nucléaires. Ce sont des armes de destruction massive dont l'utilisation et le contrôle ont été, et restent encore aujourd'hui, un aspect majeur de la politique internationale.

## Généralités
Ces armes de destruction massive se séparent en deux grandes familles, qui jouent généralement dans des puissances destructrices très différentes.
Les missiles balistiques, généralement à vocation stratégique, sont assimilables à de véritables petits lanceurs spatiaux et ont un pouvoir destructeur extrêmement important. Leur taille restreint cependant leur emploi et limite les emplacements de tir disponibles. Ils peuvent être tirés depuis des emplacements terrestres fixes (silos à missiles), des postes mobiles (véhicules tracteur-érecteur-lanceurs), ou depuis des sous-marins nucléaires lanceurs d'engins (SNLE) en mer.
Les missiles de croisière, souvent assez semblables, voire identiques à des missiles de croisière conventionnels, sont de puissance plus « modeste », et ont une vocation tactique. Ils peuvent eux être tirés depuis de nombreux vecteurs aériens, terrestres et navals. Des missiles air-sol emportent également l'arme nucléaire. Durant la guerre froide, celle-ci a été adaptée pour de nombreux vecteurs, entre-autres des missiles sol-air, anti-balistique, air-air, anti-navires et antichar furent armées d'ogives nucléaires. Les pays occidentaux ont abandonné dans les années 1980/1990 ce type de missile à usage tactique, alors que la Russie en conserve, en 2009, plusieurs milliers.

## Utilisateurs
Les seuls pays connus pour avoir fait exploser des armes nucléaires et qui reconnaissent en posséder sont, par ordre chronologique d'acquisition : les États-Unis, l'Union soviétique, le Royaume-Uni, la France, la Chine, l'Inde, le Pakistan et la Corée du Nord.
Les puissances nucléaires majeures restent aujourd'hui la Russie (10 000 ogives nucléaires dont 1 800 actives) et les États-Unis (8 000 ogives dont 2 150 actives).

## Composition et fonctionnement
Ces missiles sont composés d'une ou plusieurs ogives nucléaires (également appelées têtes nucléaires) contenant la charge explosive. Celles-ci peuvent être des bombes atomiques ou des bombes à hydrogène. Les missiles nucléaires balistiques peuvent être à têtes multiples : une fois le missile arrivé en phase balistique dans l'espace, les différentes têtes sont orientées vers leurs trajectoires respectives et séparées avant de rentrer dans l'atmosphère. Elles iront frapper leur cible en effectuant leur descente sur leur inertie.